# Макмаллін (Вірджинія)
Макмаллін (англ. McMullin) — переписна місцевість (CDP) в США, в окрузі Сміт штату Вірджинія. Населення — 455 осіб (2020).

## Географія
Макмаллін розташований за координатами 36°49′7″ пн. ш. 81°34′38″ зх. д. / 36.81861° пн. ш. 81.57722° зх. д. (36.818696, -81.577295).  За даними Бюро перепису населення США в 2010 році переписна місцевість мала площу 2,56 км², з яких 2,54 км² — суходіл та 0,02 км² — водойми.

## Демографія
Згідно з переписом 2010 року, у переписній місцевості мешкали 464 особи в 194 домогосподарствах у складі 144 родин. Густота населення становила 181 особа/км².  Було 208 помешкань (81/км²).
Расовий склад населення:
| - 97,8 % — білих - 1,3 % — чорних або афроамериканців - 0,4 % — азіатів |

До двох чи більше рас належало 0,4 %. Частка іспаномовних становила 0,4 % від усіх жителів.
За віковим діапазоном населення розподілялося таким чином: 18,7 % — особи молодші 18 років, 55,9 % — особи у віці 18—64 років, 25,4 % — особи у віці 65 років та старші. Медіана віку мешканця становила 46,3 року. На 100 осіб жіночої статі у переписній місцевості припадало 85,6 чоловіків;  на 100 жінок у віці від 18 років та старших — 87,6 чоловіків також старших 18 років.
За межею бідності перебувало 11,2 % осіб, у тому числі 0,0 % дітей у віці до 18 років та 0,0 % осіб у віці 65 років та старших.
Цивільне працевлаштоване населення становило 129 осіб. Основні галузі зайнятості: транспорт — 33,3 %, освіта, охорона здоров'я та соціальна допомога — 21,7 %, публічна адміністрація — 13,2 %, фінанси, страхування та нерухомість — 13,2 %.